# Замошки-2
Замошки-2 — деревня в северной части Порховского района Псковской области. Входит в состав сельского поселения «Павская волость».
Расположена в 46 км к северу от города Порхов и в 1 км к северу от волостного центра, села Павы.
Численность населения деревни по состоянию на 2000 год составляла 24 жителя.